# Mellantjärnen (Grangärde socken, Dalarna)
Mellantjärnen är en sjö i Ludvika kommun i Dalarna och ingår i Norrströms huvudavrinningsområde.